# Teder
Henri-Charles Détré, dit Teder (Vincennes, 27 mai 1855- Clermont-Ferrand, 26 septembre 1918), est un martiniste, un occultiste et un franc-maçon français.

## Biographie
Il débute dans l'antimaçonnisme avec un livre intitulé  Les apologistes du crime, dirigé contre la Maçonnerie écossaise, les Jésuites et les Catholiques. Arrivé en Belgique, il se fait expulser pour une affaire de chantage, et se réfugie en Angleterre où il rencontre John Yarker qui lui transmet ses titres de maçonnerie « irrégulière ».
À la mort de Papus, il dirigea brièvement l'Ordre martiniste, la section française du Rite de Memphis-Misraïm et de l’Ordo Templi Orientis et de 1916 à 1918 il sera le grand maître de la Grande Loge swdenborgienne de France. Il composa le Rituel de l'Ordre Martiniste, initialement établi uniquement pour les dignitaires de l'ordre. C'est son ami Jean Bricaud qui le succèdera à la tête de l'Ordre Martiniste.

## Publications
- Neiges d'antan (folies poétiques), 1879
- Les Apologistes du crime, suivis de Tuer n'est pas assassiner, par le colonel Silas Titus, traité politique récompensé par le roi Charles II, adopté par le cardinal de Retz, par les Jésuites, les francs-maçons écossais, traduit et annoté par Charles Détré, 1901 [4]
- Origines réelles de la franc-maçonnerie. III. L'Irrégularité du G* O* de France, par le F* Teder, 1909
- Rituel de l'Ordre Martiniste dressé par Teder, Paris, Dorbon, 1913, nouv éd. Paris, Demeter, 1990 et  réédition Téletès, 2016  [5].